# Giacomo Balla
Giacomo Balla (Turín, 18 de julio de 1871-Roma, 1 de marzo de 1958) fue un pintor y escultor italiano, uno de los fundadores del movimiento futurista.

## Biografía
Estudió en la escuela nocturna de dibujo de Turín. Más tarde se trasladó a Roma, trabajando con éxito como retratista. Inicialmente su pintura es impresionista. Luego muestra interés por el análisis cromático. Adoptó la disolución de lo visible en puntos de color y fue partidario de ideas anarquistas, al igual que algunos puntillistas como Pisarro. Utilizó la técnica puntillista para pintar temas del futurismo: la dinámica y la velocidad.
En 1900 se trasladó a París, donde descubrió y fue muy influenciado por los puntillistas parisinos; desde 1909 lo estuvo en particular por la obra del poeta Filippo Marinetti, con quien publicó el manifiesto futurista.
Al contrario de otros de su mismo género, Balla fue un pintor lírico, ajeno a la violencia. Sus obras más reconocidas tratan la dinamicidad de la luz y el movimiento simultáneo, como "Dinamismo de perro con correa" (1912).
En octubre de 1918 publicó su "Manifiesto del color" ("Manifesto del colore"), un análisis del color en la pintura de vanguardia.
En la década de 1930 se distanció del futurismo, del cual fue uno de sus exponentes más destacados.

## Obras
- Luna Parque, Parigi (Luna Park, París) (1900)
- La famiglia Carelli (La familia Carelli) (1901-1902)
- Folleti  (Bancarrota) (1902)
- La fidanzata al Pincio (La novia en el Pincio) (1902)
- La madre  (1902, aproximado)
- Ritratto di signora all'aperto (Retrato de señora al aire libre) (1903)
- Polittico dei vila pizza de don cangrejo a pazza (Político de los vivos: la loca) (1903-1905)
- La giornata dell'operaio (lavorano, mangiano, ritornano) (La jornada del obrero - trabajan, comen, vuelven) (1904)
- Lampada ad arco (1909 o 1911)
- Villa Borghese - Parco dei daini (1910)
- La mano del violinista  (1912)
- Dinamismo di un cane al guinzaglio  (Dinamismo de un perro con su correa) (1912)
- Ragazza che corre sul balcone (Muchacha que corre en el balcón) (1912)
- Compenetrazione iridescente n. 7(1912)
- Compenetrazione iridescente n. 13(1912)
- Velocità d'automobile (Velocidad de automóvil) (1912)
- Linee andamentali + Successioni dinamiche  (Líneas andantes + Sucesiones dinámicas) (1913)
- Movimenti rapidi: Sentieri in movimento + sequenze dinamiche  (Movimientos rápidos: Senderos en movimiento + Secuencias dinámicas) (1913)
- Velocità astratta (Velocidad abstracta) (1913)
- Velocità d'automobile (Velocidad de automóvil) (1913)
- Velocità d'automobile + luce + rumore (Velocidad de automóvil + luz + ruido) (1913)
- Compenetrazione iridescente n. 4(1913, aproximado)
- Compenetrazione iridescente radiale (1913-1914)
- Velocità astratta + rumore (Velocidad abstracta+ ruido) (1913-1914)
- Forma rumore motociclista(1913-1914)
- Mercurio passa davanti il Sole (1914)
- Bozzetto di scena per macchina tipografica (1914)
- Insidie di guerra (1915)
- Sventolamento (1915)
- Forme grido viva l'Italia (1915)
- Bandiere all'altare della patria (1915)
- Mimica sinottica: costume per la Donna Cielo (1915)
- Linea di velocità + forma + rumore (1915)
- Velo di vedova + paesaggio (Corazzata + Vedova + Vento) (1916)
- Bozzetto di scena per il balletto "Feu d'artifice" di Igor Stravinsky (1917)
- Spazzolridente (1918)
- Composizione futurista (1918)
- Linee forza di paesaggio + giardino (1918)
- Espansione di primavera (1918)
- Verso la notte (1918), óleo sobre tela
- Linee spaziali + luce (1919, aproximado)
- Numeri innamorati (1920)
- Autostato d'animo (1920)
- Scienza contro oscurantismo (1920)
- Pessimismo e ottimismo (1923)
- Bozzetto di scena per balletto futurista (1925, aproximado)
- Marcia su Roma  (verso di Velocità astratta) (1931-1933)
- Espansione profumo (recto), Primo Carnera (verso) (1933)